# Gastón Suso
Gastón Suso (Arrufó, 12 marzo 1991) è un calciatore argentino, difensore del Gimnasia (LP).

## Caratteristiche tecniche
È un difensore centrale.

## Carriera
Cresciuto nel settore giovanile dell'Atlético Rafaela, debutta in prima squadra il 19 giugno 2013 in occasione dell'incontro di Copa Argentina vinto 3-0 contro il San Lorenzo; negli anni seguenti milita principalmente nella terza divisione del calcio argentino salvo una breve parentesi al Godoy Cruz dove riesce a debuttare in Primera División.
Dal 2018 al 2020 gioca in Primera B Nacional con le maglie di Platense e, nuovamente, Atlético de Rafaela prima di trasferirsi a titolo definitivo all'Arsenal Sarandí. Il 28 aprile 2021 debutta nelle competizioni internazionali giocando l'incontro della Coppa Sudamericana pareggiato 0-0 contro il Ceará.

## Statistiche

### Presenze e reti nei club
Statistiche aggiornate al 14 giugno 2021.
| Stagione        | Squadra          | Campionato      | Campionato | Campionato | Coppe nazionali | Coppe nazionali | Coppe nazionali | Coppe continentali | Coppe continentali | Coppe continentali | Altre coppe | Altre coppe | Altre coppe | Totale | Totale |
| Stagione        | Squadra          | Comp            | Pres       | Reti       | Comp            | Pres            | Reti            | Comp               | Pres               | Reti               | Comp        | Pres        | Reti        | Pres   | Reti   |
| --------------- | ---------------- | --------------- | ---------- | ---------- | --------------- | --------------- | --------------- | ------------------ | ------------------ | ------------------ | ----------- | ----------- | ----------- | ------ | ------ |
| 2012-2013       | Atlético Rafaela | PD              | 0          | 0          | CA              | 1               | 0               |                    | -                  | -                  |             | -           | -           | 1      | 0      |
| 2013-2014       | Gimnasia (S)     | TA              | 29         | 1          | CA              | 1               | 0               |                    | -                  | -                  |             | -           | -           | 30     | 1      |
| 2014-2015       | Gimnasia (S)     | TA              | 14         | 0          | CA              | 2               | 0               |                    | -                  | -                  |             | -           | -           | 16     | 0      |
| 2015            | Gimnasia (S)     | TA              | 12         | 0          | CA              | 0               | 0               |                    | -                  | -                  |             | -           | -           | 12     | 0      |
| 2016            | Mitre (SdE)      | TA              | 14         | 1          | CA              | 0               | 0               |                    | -                  | -                  |             | -           | -           | 14     | 1      |
| 2016-feb. 2017  | Godoy Cruz       | PD              | 1          | 0          | CA              | 0               | 0               |                    | -                  | -                  |             | -           | -           | 1      | 0      |
| feb.-ago. 2017  | Estudiantes (BA) | PB              | 17         | 0          | CA              | 0               | 0               |                    | -                  | -                  |             | -           | -           | 17     | 0      |
| 2017-2018       | Estudiantes (BA) | PB              | 37         | 1          | CA              | 1               | 0               |                    | -                  | -                  |             | -           | -           | 38     | 1      |
| 2018-2019       | Atlético Rafaela | PN              | 9          | 1          | CA              | 3               | 0               |                    | -                  | -                  |             | -           | -           | 12     | 1      |
| 2019-2020       | Platense         | PN              | 19         | 2          | CA              | 0               | 0               |                    | -                  | -                  |             | -           | -           | 19     | 2      |
| 2020            | Arsenal Sarandí  |                 | -          | -          | CdL             | 8               | 0               |                    | -                  | -                  |             | -           | -           | 8      | 0      |
| 2021            | Arsenal Sarandí  |                 | -          | -          | CA+CdL          | 1+6             | 0+1             | CS                 | 6                  | 0                  |             | -           | -           | 13     | 1      |
| Totale carriera | Totale carriera  | Totale carriera | 152        | 6          |                 | 23              | 1               |                    | 6                  | 0                  |             | -           | -           | 181    | 7      |